# Hélène Maurice
Hélène Maurice est une chanteuse québécoise, interprète de Félix Leclerc, Gaston Couté, entre autres.

## Biographie
Hélène Maurice, née à Montréal en 1962 commence sans formation à chanter dans bars. Elle s'installe en France en 1987 , et alterne ses activités  entre exploitation d'une ferme biologique dans le Loir et Cher et la chanson.
Elle interprète les grands auteurs à texte français et québécois, et se produit à travers la France dans des petites salles, en dehors des circuits commerciaux,,,.
Elle monte notamment, avec Gérard Pierron et Bernard Meulien le spectacle Le discours du traîneux. Il sera joué une quarantaine de fois, notamment au théâtre L'Européen, à Paris, en février 2011, et enregistré aux Bains douches de Lignières.

## Discographie

### Albums
- Hélène Maurice… ou l'élégance terrienne (2013)
- Je n'attacherai pas tes ailes (2006)
- J'ai mal à la terre (2003)
- Sur mon chemin (1997)